# Kaleetan (Schiff)
Die Kaleetan ist eine 1968 in Dienst gestellte Fähre der US-amerikanischen Reederei Washington State Ferries und gehört der Super-Klasse an. Sie steht vorwiegend auf der Strecke von Seattle nach Bremerton im Einsatz.

## Geschichte
Die Kaleetan entstand als zweite Einheit der Super-Klasse in der Werft der National Steel and Shipbuilding Company in San Diego und lief am 12. März 1967 vom Stapel. Nach der Ablieferung an Washington State Ferries am 24. Dezember 1967 nahm sie am 8. Januar 1968 den Fährdienst von Seattle nach Bainbridge Island auf.
1973 wurde die Kaleetan auf der Strecke nach Bainbridge Island von der neueren und größeren Spokane ersetzt und verkehrte fortan auf der Strecke Anacortes–San Juan Island. Dort stand sie bis 1999 im Einsatz, ehe sie eine Generalüberholung erhielt. Seitdem fährt das Schiff vorwiegend auf der Strecke von Seattle nach Bremerton, dient aber gelegentlich auch als Ersatzschiff für die Linie nach San Juan Island, wenn eines der dortigen Schiffe ausfällt.
Im September 2021 musste die Kaleetan für nötige Reparaturarbeiten ins Trockendock, was zu einem Engpass auf der Seattle-Bremerton-Strecke führte.
Am Morgen des 4. April 2022 kollidierte die Kaleetan bei starkem Wind mit dem Anleger in Seattle, wodurch dieser größere Beschädigungen erlitt und zeitweise ausfiel. Das Schiff selbst blieb ohne nennenswerten Schaden und kehrte noch am selben Nachmittag in den Dienst zurück.